# Zgrada Kasine u Zvorniku
Zgrada Kasine je građevina u Zvorniku. Prepoznatljiv je simbol grada.

## Povijest
Datira iz austro-ugarskog vremena. Kasina je podignuta 1910. za potrebe austrijske vojske. Prva namjena bila je vojna, odnosno u njoj je bio časnički dom. 1979. je godine dozidana čitaonica. Poslije je bila mjestom okupljanja mladeži i održavanja kulturnih zbivanja. Bila je važna u mjestu jer su se ovdje Zvorničani družili kroz priređivanje zabava, održavanja svečanosti povodom pojedinih vjerskih i državnih praznika, ili određenih događaja iz nacionalne prošlosti. Danas su u njoj kulturne ustanove - Narodna knjižnica i muzejska zbirka. Razmišlja se o prenamjeni u gradsku kuću.

## Osobine
Zgrada je u secesijskom stilu. Odlikuje ju valovita crta, dekorativnost, asimetičnost i dinamičnost. Proširena je dodavanjem čitaonice. Zgrada je tad dobila dimenzije 16 i 20 metara. Rese ju u obilju profilacije oblika pravilnih geometrijskih formi, kao i krovni vijenac. Fasada je žute boje.